# Cumshot

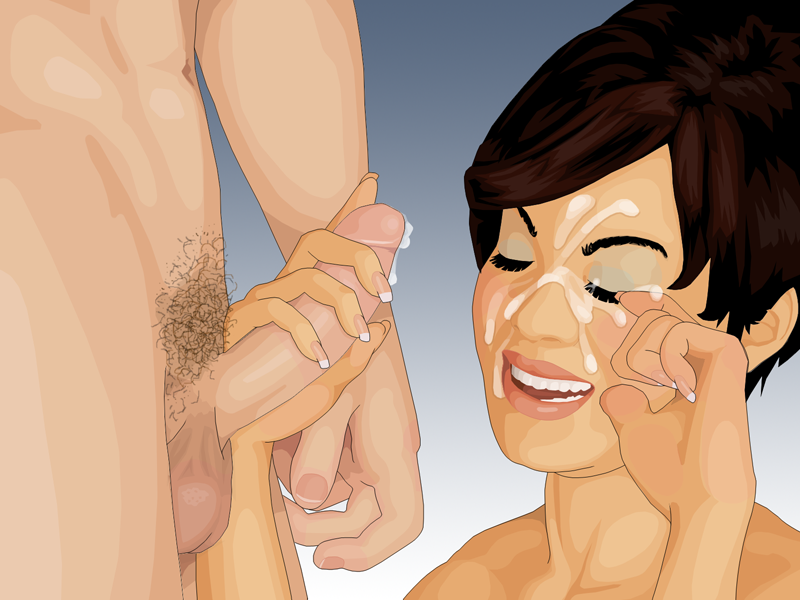
Cumshot.

Cumshot, eller sädesuttöming, är en engelsk pornografisk term som skildrar manlig ejakulation, särskilt på en annan persons kropp. Det kan vara i ansiktet (så kallad facial) eller andra kroppsdelar. Cumshots syftar vanligen på män som ejakulerar på kvinnor men kan också syfta till en man som ejakulerar på en annan man eller andra föremål.

## Användning och funktion
Konceptet cumshot förekommer ofta i pornografiska filmer och andra pornografiska sammanhang. Alternativa namn är pop shot och money shot.
Olika förklaringsmodeller har använts för att försöka förklara varför cumshots och facials är populära. Själva akten kan ses som en bekräftelse på maskulinitet (jämför även kvinnlig ejakulation), som ett uttryck av makt eller som en intim handling.
En amerikansk undersökning kom fram till att personer som höll på med cumshots, både som givare och som mottagare, i snitt hade ett bättre sexuellt och generellt självförtroende. Det skulle motsäga en vanlig idé om att ejakulering på någons ansikte per definition skulle ha negativa konnotationer.  Undersökningen har ändå ifrågasatts eftersom undersökningssamplet var mycket homongent. 
Inom BDSM-kulturen anses cumshots åtminstone delvis ha en förnedrande effekt. Det kan fungera som ett slags sexuellt rollspel med dominans och underkastelse, där båda parterna uppskattar handlingen.

## Hälsorisker
Alla sexuella aktiviteter som involverar kontakt med kroppsvätskor hos en annan person riskerar att sprida sexuellt överförbara sjukdomar. I kontrast till andra sexuella aktiviteter är smittrisken olika för den som ejakulerar gentemot den som tar emot. För den ejakulerande är risken för könssjukdomar relativt låg, för den mottagande är risken högre.
Spridning av klamydia, gonnorré och herpes är en överhängande risk vid hantering av ejakulat i sexuella sammanhang. Kontakt med ögonen kan orsaka en ögoninfektion som kallas för konjunktivit. Även utan könssjukdomar kan ejakulat i ögonen leda till avsevärd smärta, röda ögon och tillfälligt sänkt syn. Orsaken till smärtan är ejakulatets innehåll av olika syror, enzymer, zink, klor och sockerarter.